# Goniops
Goniops is een vliegengeslacht uit de familie van de dazen (Tabanidae).

## Soorten
- G. chrysocoma (Osten Sacken, 1875)